# Congresso dos Fenianos
Congresso dos Fenianos foi uma sociedade carnavalesca brasileira, com sede na cidade do Rio de Janeiro. Foi fundado em 1869, tendo sido uma das maiores sociedades do Carnaval carioca durante décadas.
No ano de 1939, o Fenianos foi o grande campeão do Carnaval, na categoria. Não deve ser confundido com o Clube dos Fenianos.